# Passavant (Doubs)
Passavant ist eine französische Gemeinde mit 182 Einwohnern (Stand: 1. Januar 2022) im Département Doubs in der Region Bourgogne-Franche-Comté.

## Geographie
Passavant liegt auf 580 m, neun Kilometer südlich von Baume-les-Dames und etwa 28 Kilometer östlich der Stadt Besançon (Luftlinie). Das Dorf erstreckt sich im Jura, auf einer Anhöhe am Westrand des Höhenrückens von Grand Bois, am Rand eines Hochplateaus.
Die Fläche des 14,98 km² großen Gemeindegebiets umfasst einen Abschnitt des französischen Juras. Der Hauptteil des Gebietes wird von der Hochfläche eingenommen, die sich zwischen dem Tal des Cusancin und dem Grand Bois ausdehnt, durchschnittlich auf 520 m liegt und leicht gewellt ist. Sie ist überwiegend von Acker- und Wiesland bestanden, zeigt aber auch einige Waldflächen. Das Plateau besitzt keine oberirdischen Fließgewässer, weil das Niederschlagswasser im verkarsteten Untergrund versickert. Im Süden wird das Plateau vom breiten, in West-Ost-Richtung verlaufenden Höhenrücken des Grand Bois begrenzt, auf dem mit 697 m die höchste Erhebung von Passavant erreicht wird. Im äußersten Süden erstreckt sich das Gemeindeareal bis in das Becken von Orsans.
Zu Passavant gehören neben dem eigentlichen Ort auch verschiedene Weiler und Einzelhöfe, darunter:
- Les Bichets (510 m) auf dem Plateau von Passavant
- La Combe-Constantin (515 m) auf dem Plateau von Passavant
- Les Péquignots (520 m) in einer Mulde auf dem Plateau unterhalb des Dorfes
- Buez-Dessus (670 m) auf der Höhe des Grand Bois
- Buez-Dessous (590 m) am Südabhang des Grand Bois

Nachbargemeinden von Passavant sind Adam-lès-Passavant und Montivernage im Norden, Vaudrivillers im Osten, Courtetain-et-Salans und Orsans im Süden sowie Saint-Juan im Westen.

## Geschichte
Passavant bildete im Mittelalter eine eigene Herrschaft, die zunächst den Herren von Montfaucon unterstand, als Mitgift im Jahr 1372 jedoch an die Grafen von Montbéliard überging. Zusammen mit der Franche-Comté gelangte das Dorf mit dem Frieden von Nimwegen 1678 an Frankreich.

## Sehenswürdigkeiten

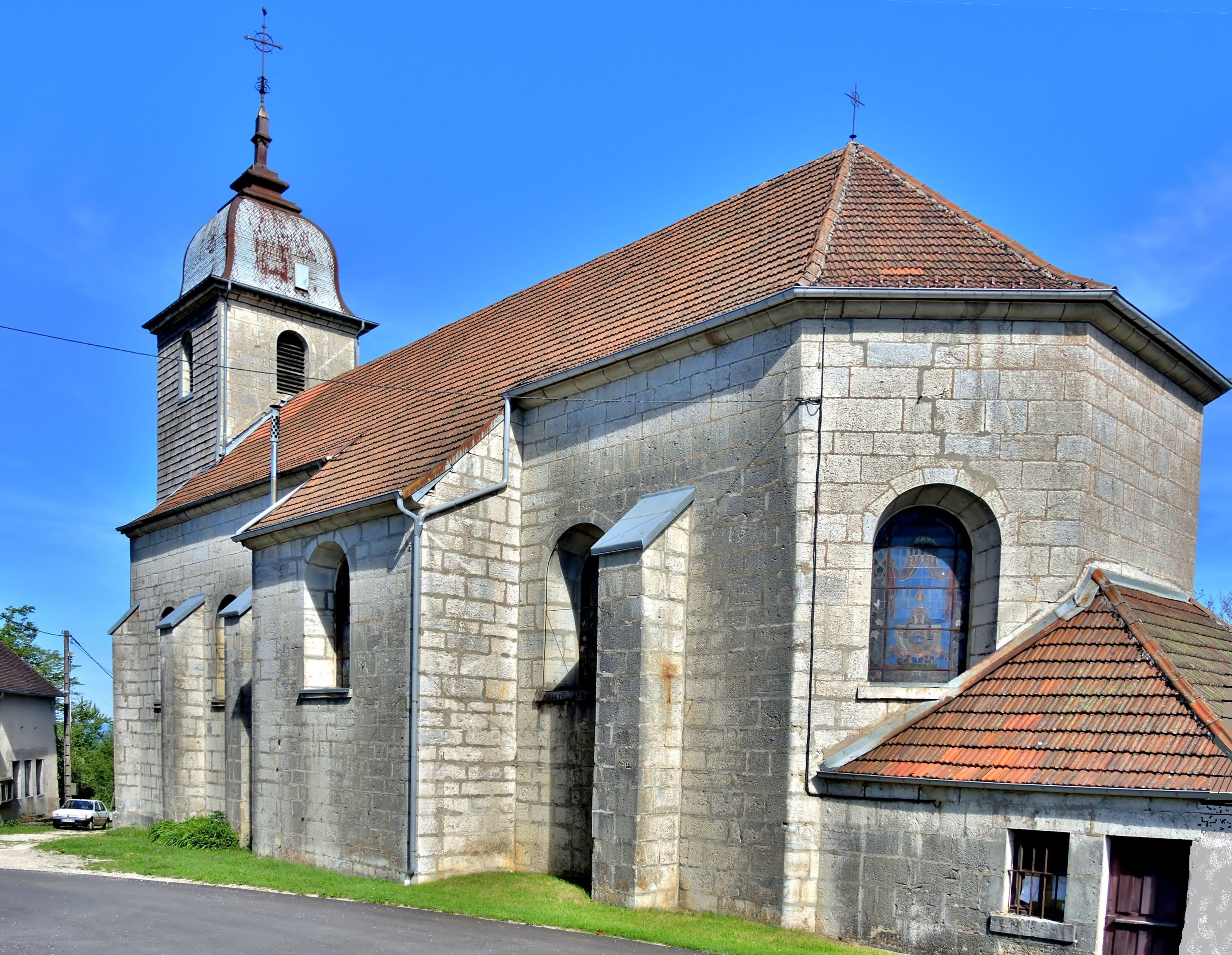
Kirche Saint-Antide

Die einschiffige Kirche Saint-Antide wurde von 1777 bis 1780 im klassischen Stil erbaut. Vorher diente die Kapelle Notre-Dame-de-Ranguevelle, die sich auf freiem Feld östlich des Ortes befindet, als Dorfkirche. Von der ehemaligen Burg der Herren von Passavant aus dem 13. Jahrhundert sind Ruinen erhalten.

## Bevölkerung
| Jahr                       | 1962 | 1968 | 1975 | 1982 | 1990 | 1999 | 2004 | 2016 |
| Einwohner                  | 270  | 213  | 191  | 171  | 198  | 188  | 195  | 230  |
| Quellen: Cassini und INSEE |      |      |      |      |      |      |      |      |

Mit 182 Einwohnern (Stand 1. Januar 2022) gehört Passavant zu den kleinen Gemeinden des Départements Doubs. Nachdem die Einwohnerzahl in der ersten Hälfte des 20. Jahrhunderts markant abgenommen hatte (1891 wurden noch 406 Personen gezählt), wurden seit Beginn der 1970er Jahre nur noch geringe Schwankungen verzeichnet.

## Wirtschaft und Infrastruktur
Passavant war bis weit ins 20. Jahrhundert hinein ein vorwiegend durch die Landwirtschaft (Ackerbau, Obstbau und Viehzucht) und die Forstwirtschaft geprägtes Dorf. Daneben gibt es heute einige Betriebe des lokalen Kleingewerbes. Mittlerweile hat sich das Dorf auch zu einer Wohngemeinde gewandelt. Viele Erwerbstätige sind Wegpendler, die in den größeren Ortschaften der Umgebung oder in der Agglomeration Besançon ihrer Arbeit nachgehen.
Die Ortschaft liegt abseits der größeren Durchgangsstraßen an einer Departementsstraße, die von Baume-les-Dames nach Vercel-Villedieu-le-Camp führt. Weitere Straßenverbindungen bestehen mit Besançon und Sancey-le-Grand.

## Persönlichkeiten
- Joseph Marchand (1803–1835), Missionar, Heiliger der römisch-katholischen Kirche